# Супермен (1941)
«Супермен» (англ. Superman) — серия из семнадцати анимационных короткометражных фильмов, выпущенных с использованием технологии техниколор компанией Paramount Pictures. Мультфильм основан на персонаже комиксов Супермене.
Выпускавшийся с 26 сентября 1941 года по 30 июля 1943 года. Первые 9 эпизодов были созданы Fleischer Studios, после чего производство перешло Famous Studios. Распространением мультсериала занималась киностудия Paramount Pictures. В общей сложности было создано 17 эпизодов.
«Супермен» занял 33 место в списке пятидесяти величайших мультфильмов по результатам опроса 1000 мультипликаторов, проведённого в 1994 году.

## Сюжет
Загадочный пришелец с планеты Криптон — Человек из Стали в костюме Супермена на страже справедливости во всем мире. В то же время он скрывается за личностью простого человека по имени Кларк Кент, работающего в газете.

## В ролях
| Актер            | Роль                  |
| ---------------- | --------------------- |
| Бад Коллайер     | Супермен / Кларк Кент |
| Джоан Александер | Лойс Лейн             |
| Джек Мерсер      | Безумный ученый       |
| Джулиан Ноа      | Перри Уайт            |
| Джексон Бек      | Рассказчик            |

## Эпизоды

### Fleischer studios
1. Супермен / Superman — 26 сентября 1941 (10 мин.)
2. Механические чудовища / The Mechanical Monsters — 28 ноября 1941 (11 мин.)
3. Ограничено миллиардом долларов / Billion Dollar Limited — 9 января 1942 (9 мин.)
4. Арктический гигант / The Arctic Giant — 26 февраля 1942 (9 мин.)
5. Истребители / The Bulleteers — 26 марта 1942 (8 мин.)
6. Магнитный телескоп / The Magnetic Telescope — 24 апреля 1942 (8 мин.)
7. Электрическое землетрясение / Electric Earthquake — 15 мая 1942 (9 мин.)
8. Вулкан / Volcano — 10 июля 1942 (8 мин.)
9. Ужас в дороге / Terror on the Midway — 26 августа 1942 (8 мин.)

### Famous studios
1. Японская диверсия / Japoteurs — 18 сентября 1942 (9 мин.)
2. Разоблачение / Showdown — 16 октября 1942 (8 мин.)
3. Одиннадцатый час / Eleventh Hour — 20 ноября 1942 (8 мин.)
4. Корпорация «Разрушение» / Destruction Inc. — 25 декабря 1942 (9 мин.)
5. Мумия наносит удар / The Mummy Strikes — 19 февраля 1943 (8 мин.)
6. Барабаны джунглей / Jungle Drums — 26 марта 1943 (8 мин.)
7. Подземный мир / The Underground World — 18 июня 1943 (8 мин.)
8. Секретный агент / Secret Agent — 30 июля 1943 (8 мин.)

Общая длительность первого сезона и, таким образом, всего фильма два часа двадцать две минуты восемнадцать секунд, или сто сорок две минуты восемнадцать секунд, чуть больше.

## Награды
- 1942 — номинирован на премию «Оскар» за лучший короткометражный анимационный фильм[2]